# Hamid Kouskous
Hamid Kouskous est président de la commune de Taza (Maroc), et député au Parlement Marocain ainsi qu'au parlement euro-méditerranéen. Il est actuellement vice-président de la Chambre des Conseillers au Parlement Marocain, ainsi qu'un homme d'affaires.
Il est né en 1966 et après avoir été au Front des forces démocratiques, il appartient désormais au Mouvement populaire, dont il a présidé le groupe parlementaire. 